# Расила, Исайя
Исайя Расила (англ. Isaia Rasila; 29 апреля 1969, Вунавуту — 8 октября 2010, Ракиракилеву) — фиджийский регбист, выступавший на позиции пропа и хукера.

## Биография
Выступал за команду «Гаунавоу» на клубном уровне и представлял провинцию Надронга. В составе сборной Фиджи официально дебютировал 20 июня 1992 года в тест-матче против Западного Самоа, всего сыграл 34 тест-матча за сборную и набрал 10 очков благодаря двум попыткам. Пять раз выводил команду как капитан, в том числе во время турне по Австралии 2003 года. Участник чемпионатов мира 1999 и 2003 года: из-за смерти матери от сердечного приступа во время чемпионата мира 2003 года пропустил стартовый матч группового этапа против Франции в Брисбене. Последнюю игру провёл 1 ноября 2003 года в Сиднее против Шотландии. С учётом неофициальных игр сыграл 48 матчей.
8 октября 2010 года скончался в деревне Ракиракилеву недалеко от местечка Сигатока, причины смерти не разглашались.